# カーソン・ウィズンハント
カーソン・リー・ウィズンハント（Carson Lee Whisenhunt, 2000年10月20日 - ）は、アメリカ合衆国ノースカロライナ州ウィンストン・セーラム出身のプロ野球選手（投手）。左投左打。MLBのサンフランシスコ・ジャイアンツ傘下所属。

## 経歴
2022年のMLBドラフト2巡目（全体66位）でサンフランシスコ・ジャイアンツから指名されプロ入り。契約金は187万ドル。傘下のルーキー級アリゾナ・コンプレックスリーグ・ジャイアンツでプロデビューし、その後A級サンノゼ・ジャイアンツへ昇格した。
2023年はA級サンノゼで開幕を迎え、シーズン途中にA＋級ユージーン・エメラルズ、AA級リッチモンド・フライングスクウォーレルズへ昇格。オールスター・フューチャーズゲームにも選出された。

## 詳細情報

### 記録
MiLB
- オールスター・フューチャーズゲーム選出：1回（2023年）